# Mariano Orihuela Bravo
Mariano Hilarión Orihuela Bravo (Cusco, 1837 - Perú, 1880) fue un político peruano. 
En 1867, llegó al Cusco el ingeniero sueco John W. Nystrom quien procuró la formación de una sociedad metalúrgica y minera en el Cusco para impulsar la industria siderúrgica. En su expedición e informes, se menciona a Pio B. Mesa, junto con otros terratenientes cusqueños como Pablo Umeres, Manuel Avelino Orihuela, su padre, Mariano Orihuela, José María Galdo y Pedro Mariano Miota, quienes no sólo ayudaron a Nystrom en sus expediciones sino que suscribieron acciones para la constitución de dicha empresa la que, sin embargo, no pudo concretarse ante la poca inversión realizada por los habitantes del Cusco.
Fue elegido senador por el departamento del Cusco en 1874 durante el gobierno de Manuel Pardo y reelecto en 1876 durante el gobierno de Mariano Ignacio Prado y 1879 durante el gobierno de Nicolás de Piérola.